# Gliophorus
Gliophorus är ett släkte av svampar. Gliophorus ingår i familjen Hygrophoraceae, ordningen Agaricales, klassen Agaricomycetes, divisionen basidiesvampar och riket svampar.
- Gliophorus sulfureus
- Gliophorus fumosogriseus
- Gliophorus ostrinus
- Gliophorus chromolimoneus
- Gliophorus europerplexus
- Gliophorus graminicolor
- Gliophorus lilacinoides
- Gliophorus lilacipes
- Gliophorus luteoglutinosus
- Gliophorus subheteromorphus
- Gliophorus versicolor
- Gliophorus viscaurantius
- Gliophorus viridis